# 三龍骨龜
三龍骨龜（Melanochelys tricarinata），又名三脊棱龜或三棱黑龜，是分佈在印度、孟加拉及尼泊爾的一種龜。

## 特徵
三龍骨龜的背甲有三條隆起的黃色脊陵，其他龜殼部分為黑色；頭部由鼻尖至頸部有一條呈「V」字的桃紅色斑紋，而腹甲則無任何花紋。